# 朱朝埴
顺庆庄惠王朱朝埴（16世纪—1594年），明朝周国悼康世子追封周康王朱勤熄的庶次子。
嘉靖十九年（1540年）四月，朱朝埴的兄长周庄王朱朝堈为弟朱朝埴、朱朝堵請封王。礼部认为按例应该封朱朝埴、朱朝堵為郡王，世宗准奏。十二月，明世宗传诏遣隆平侯張瑋等為正使，兵科給事中黃光昇等為副使，持節冊封朱朝埴为顺庆王，朱朝堵为保宁王。
嘉靖二十五年（1546年）十二月，世宗命彰武伯楊儒等為正使，刑科右給事中孟廷相等為副使，持節冊封五城兵馬副指揮范汝廉女范氏為順慶王妃。二十六年（1547年）正月，从朱朝埴所请，追封其生母陸氏為周康王次妃。
嘉靖四十年（1561年）四月，縂理盐法都御史鄢懋卿奏朱朝埴販賣私盐及山西各王府請盐抵祿、阻壞正課，都应该禁治。世宗下旨奪朱朝埴祿米三月，山西祿盐令運司解價轉給。
肅国安和世子朱真淤被追封为肃靖王，按例他的庶子们不得封王。其子镇国将军朱弼枳、朱弼楝引用朱朝埴、朱朝堵的例子请求封王，礼部坚持不同意。世宗特许同意。嘉靖四十二年（1563年）二月，进封朱弼枳、朱弼楝为郡王。
万历二十二年（1594年），去世。三年后（1597年），庶长子朱在袭封。
万历二十七年（1599年）十二月，戶科都給事中李應策上言称嘉靖四十四年（1565年）规定郡王歲禄一千石，三分本色七分折色，但周端王朱肃溱却引用京山、順慶二王為例，为第四子洧川王朱恭榨请求二千石岁禄。李應策认为京山、順慶二王即使在嘉靖四十四年后的确奉命享有二千石岁禄，也必有特眷殊恩，不可引以为例，而且自己也查了二王岁禄二千石是在嘉靖四十四年之前，更不可引用，请求下敕户部查核纠正。此事被留中。